# Wybory parlamentarne na Litwie w 2004 roku
Wybory parlamentarne na Litwie w 2004 roku odbyły się w dwóch turach: 10 i 24 października 2004.
70 mandatów rozdzielono w okręgu większościowym z list krajowych między ugrupowania, które przekroczyły wynoszący 5% próg wyborczy, 71 posłów wybrano w okręgach jednomandatowych.
Listy krajowe wystawiło 15 ugrupowań, w tym dwa bloki – Koalicja Rolandasa Paksasa „Porządek i Sprawiedliwość” (Partia Liberalno-Demokratyczna i Litewski Związek Ludowy) oraz Koalicja Algirdasa Brazauskasa i Artūrasa Paulauskasa (Litewska Partia Socjaldemokratyczna i Nowy Związek).
Kandydaci Aliansu Rosjan startowali z ramienia Związku Partii Chłopskiej i Nowej Demokracji, a Młodej Litwy na listach KKSS. Polska Partia Ludowa wystawiła kandydatów wyłącznie w okręgach jednomandatowych.
Frekwencja w I turze wyniosła 45,93% uprawnionych do głosowania, zaś w II turze 40,21%.

## Wyniki

### Lista ogólnokrajowa
| Partia/koalicja | Partia/koalicja                               | Głosy     | %      | Mandaty |
| Nr              | Nazwa                                         | Głosy     | %      | Mandaty |
| --------------- | --------------------------------------------- | --------- | ------ | ------- |
| 5               | Partia Pracy                                  | 340 035   | 28,44% | 22      |
| 6               | Litewska Partia Socjaldemokratyczna           | 246 852   | 20,65% | 16      |
| 6               | Nowy Związek (Socjalliberałowie)              | 246 852   | 20,65% | 16      |
| 7               | Związek Ojczyzny                              | 176 409   | 14,75% | 11      |
| 8               | Koalicja Porządek i Sprawiedliwość            | 135 807   | 11,36% | 9       |
| 11              | Związek Liberałów i Centrum                   | 109 872   | 9,19%  | 7       |
| 3               | Związek Partii Chłopskiej i Nowej Demokracji  | 78 902    | 6,60%  | 5       |
| 12              | Akcja Wyborcza Polaków na Litwie              | 45 302    | 3,79%  |         |
| 14              | Chrześcijańsko-Konserwatywny Związek Socjalny | 23 426    | 1,96%  |         |
| 15              | Litewscy Chrześcijańscy Demokraci             | 16 362    | 1,37%  |         |
| 2               | Narodowa Partia Centrum                       | 5 989     | 0,50%  |         |
| 4               | Partia Republikańska                          | 4 326     | 0,36%  |         |
| 10              | Litewski Związek Socjaldemokratów             | 3 977     | 0,33%  |         |
| 1               | Litewski Związek Wolności                     | 3 337     | 0,28%  |         |
| 9               | Partia Narodowa Litewska Droga                | 2 577     | 0,22%  |         |
| 13              | Związek Litewskich Narodowców                 | 2 482     | 0,21%  |         |
| Razem           | Razem                                         | 1 195 655 | 100%   | 70      |

### Okręgi jednomandatowe
| partia                                       | mandaty |
| -------------------------------------------- | ------- |
| Partia Pracy                                 | 17      |
| Związek Ojczyzny                             | 14      |
| Litewska Partia Socjaldemokratyczna          | 11      |
| Związek Liberałów i Centrum                  | 11      |
| Związek Partii Chłopskiej i Nowej Demokracji | 5       |
| Nowy Związek (Socjalliberałowie)             | 4       |
| Akcja Wyborcza Polaków na Litwie             | 2       |
| Koalicja Porządek i Sprawiedliwość           | 2       |
| niezależni                                   | 5       |
| Razem                                        | 71      |

### Podział mandatów w Sejmie
| Partia                                       | Mandaty |
| -------------------------------------------- | ------- |
| Partia Pracy                                 | 39      |
| Związek Ojczyzny                             | 25      |
| Litewska Partia Socjaldemokratyczna          | 20      |
| Związek Liberałów i Centrum                  | 18      |
| Nowy Związek (Socjalliberałowie)             | 11      |
| Koalicja Porządek i Sprawiedliwość           | 11      |
| Związek Partii Chłopskiej i Nowej Demokracji | 10      |
| Akcja Wyborcza Polaków na Litwie             | 2       |
| niezależni                                   | 5       |
| Razem                                        | 141     |